# فتحي الخوجة

فتحي الخوجة هو لاعب كرة قدم داخل الصالات من ليبيا مواليد 8 مايو 1984 يلعب لاصلح منتخب ليبيا لكرة القدم الخماسية كما أنه احترف في الكويت حيث لعب رفقة زميليه في منتخب ليبيا لكرة القدم الخماسية ربيع الحوتي ومحمد شحوت في نادي القادسية الكويتي الظهور الأول له مع المنتخب كان في بطولة العالم لكرة القدم داخل الصالات 2008.

## وصلات خارجية
- صفحة بيانات اللاعب - موقع الفيفا نسخة محفوظة 11 مايو 2017 على موقع واي باك مشين.